# Monument à Lazare Carnot
Le monument à Lazare Carnot est un monument à Nolay dans le département français de Côte-d'Or, élevé par souscription publique internationale en hommage à Lazare Carnot, officier et homme d'État français. Ce dernier, surnommé l'organisateur de la victoire ou le grand Carnot, avait réorganisé l'armée française à la Révolution et enregistrait la victoire de Wattignies. C'est également l'un des fondateurs de l'école Polytechnique en 1794 avec Gaspard Monge.

## Localisation
Le monument est situé actuellement place Carnot à Nolay, devant la maison familiale des Carnot.

## Historique
En août 1878, un comité présidé par le maire de Nolay lance une souscription nationale et le concours d'architecture est ouvert en 1881. En juillet 1881, les maquettes sont présentées à l’école des Beaux-Arts. C'est le projet de Jules Roulleau qui est retenu.
Le piédestal en pierre de Bourgogne est inauguré le 3 septembre 1882.
Une étude ou une réduction bronze figurait dans le bureau de Sadi Carnot à l'Élysée.
Le monument en totalité fait l'objet d'une inscription au titre des Monuments historiques par arrêté du 31 août 2023.

## Description
La statue est réalisée par le sculpteur Jules Roulleau et le fondeur Gruet jeune tandis qu'on doit le piédestal à l'architecte Deglane.
Lazare Carnot est représenté debout comme un révolutionnaire posant la main sur la carte de la bataille de Wattignies et tenant le compas ouvert, symbole de la science, dans l'autre main. À l'arrière, une petite Victoire ailée lui montre les frontières violées.
Sur le socle, il est écrit :

« 1753 - 1823 / CARNOT / ORGANISATEUR DE LA VICTOIRE / SOUSCRIPTION NATIONALE 1882 »